# Ballo delle debuttanti
Il ballo delle debuttanti è un evento mondano tradizionalmente legato all'ingresso in società delle ragazze di età compresa tra i 17 e i 19 anni, che affonda le proprie radici nelle consuetudini delle classi nobiliari europee. Tra i numerosi esempi, famoso è l'Opernball, che si svolge ogni anno presso l'Opera di Vienna. 

## Storia

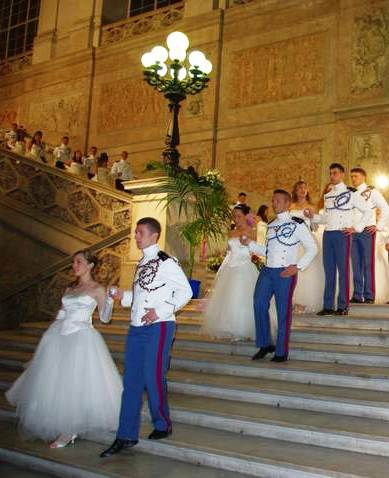
Ballo del 221º corso della Scuola Militare Nunziatella al Palazzo reale di Napoli

Nato nel XVIII secolo, era una tradizione tanto consolidata a Parigi, presso l'Hôtel de Crillon, da conoscere interruzioni solo nel 1789, in occasione della Rivoluzione francese. Tale evento era così sentito, da svolgersi perfino durante il Congresso di Vienna nel 1814. Fu questa, in particolare, l'occasione in cui l'imperatore Francesco Giuseppe consolidò ulteriormente i suoi fasti, dando luogo al citato Opernball.

## Il ballo delle debuttanti in Italia
La tradizione viene mantenuta in Italia dai cadetti delle scuole militari Nunziatella di Napoli, Teuliè di Milano, Douhet di Firenze e dagli allievi ufficiali dell'Accademia Militare di Modena, dell'Accademia Navale di Livorno e dell'Accademia della Guardia di Finanza.

### Il ballo della Nunziatella
Il ballo delle debuttanti della prestigiosa Scuola Militare Nunziatella di Napoli è una consolidata tradizione dell'istituto militare fondato nel 1787, il più antico al mondo tra quelli operanti senza soluzione di continuità. Nato per celebrare il completamento del ciclo di studi da parte del corso uscente, il ballo è stato caratterizzato negli anni dalla presenza di numerosi artisti della scena musicale italiana, come, ad esempio, Gino Paoli ed Edoardo Vianello.
Negli anni l'evento è andato sempre di più assumendo il ruolo di occasione mondana per la città di Napoli, tanto da essersi guadagnato l'attenzione dei media. Di solito, per l'avvenimento viene selezionata una location di prestigio, quale il Palazzo Reale di Napoli, la Reggia di Caserta, Villa Campolieto ad Ercolano, il Palazzo del Belvedere di San Leucio, il Museo nazionale ferroviario di Pietrarsa, il Castel dell'Ovo.
Il ballo si svolge a seguito di un'attenta preparazione nei mesi precedenti, durante i quali le debuttanti si esercitano con i propri cavalieri nell'esecuzione del valzer. Gli istruttori sono spesso noti maestri di ballo della scena artistica nazionale, come, ad esempio, i ballerini Simone Di Pasquale e Samanta Togni del programma televisivo Ballando con le stelle.

### Gran ballo della Venaria Reale
Il ballo si svolge nel Salone Grande della prestigiosa Reggia di Venaria Reale e vi prendono parte gli aspiranti guardiamarina dell'Accademia navale di Livorno.

### Gran ballo viennese di Roma
Il ballo si svolge nell'edificio dell'Acquario Romano dal 2007. È gemellato con il celebre Opernball (Ballo dell'opera di Vienna).